# Haarlemmermeerspoorlijnen

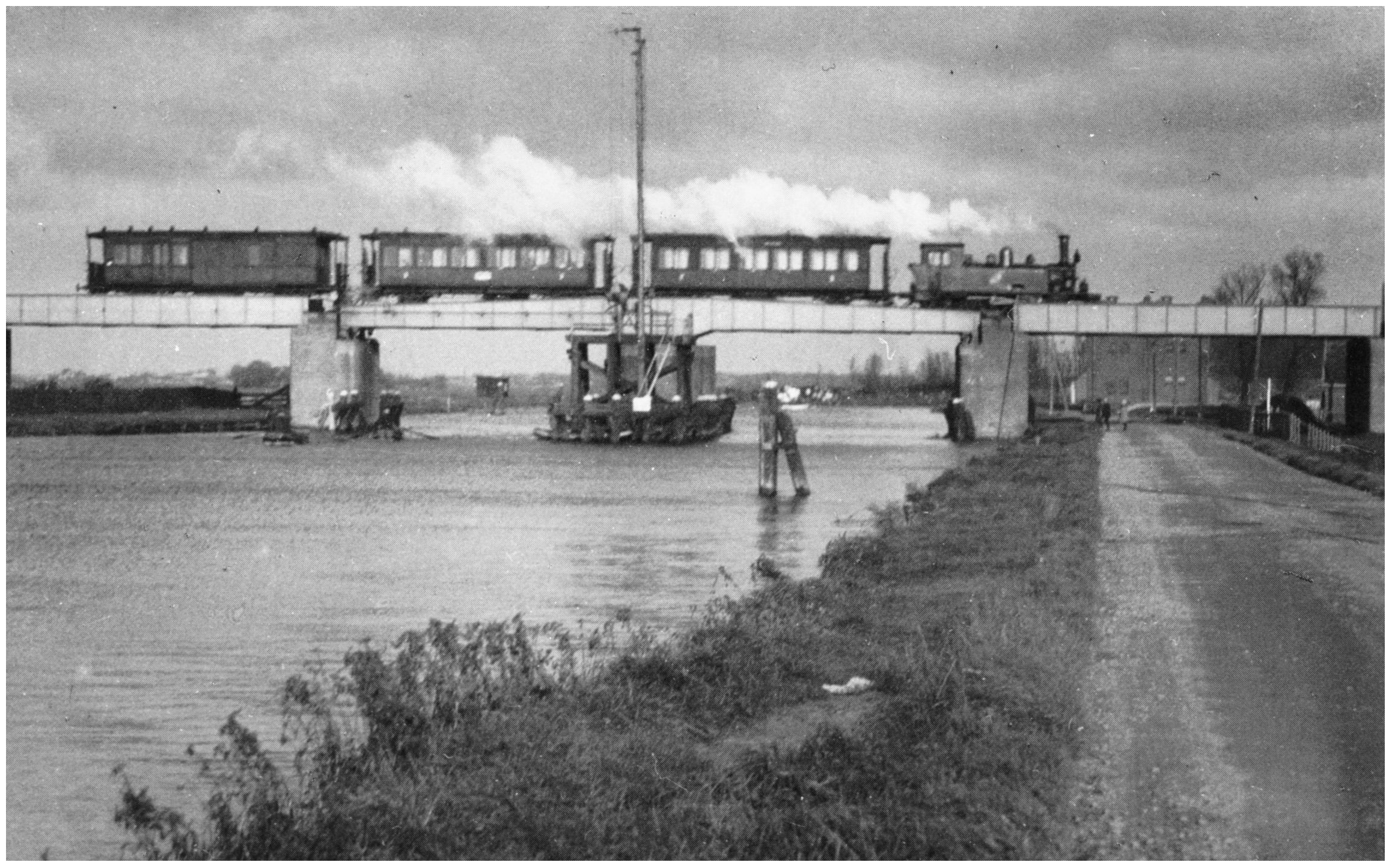
Spoorbrug over de Zijl bij Leiden, omstreeks 1930.

Het netwerk rond 1930. Enkele kleine haltes waren toen al gesloten. Het tijdelijke spoor naar Schiphol werd door de Duitsers aangelegd in de Tweede Wereldoorlog.

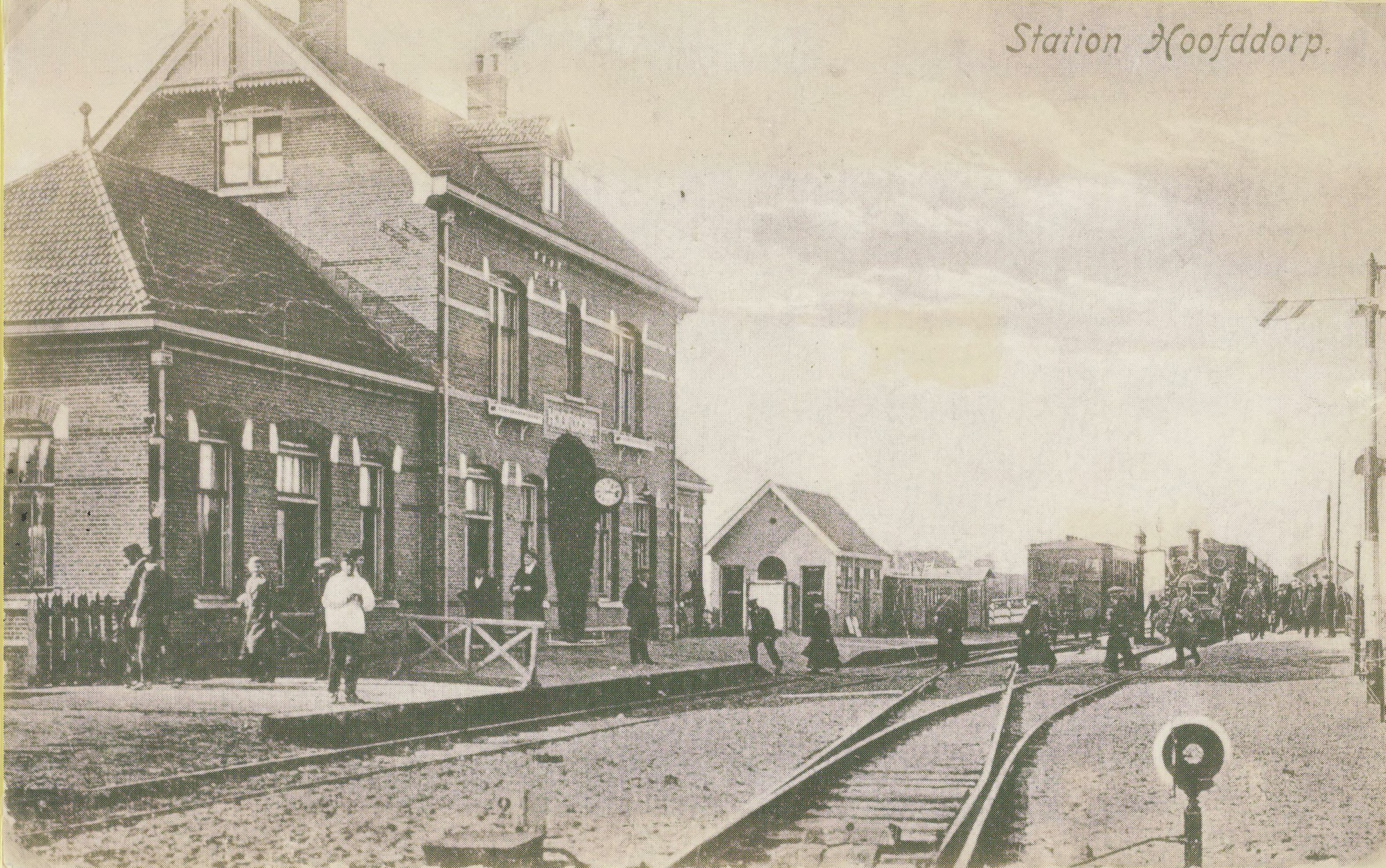
Station Hoofddorp rond 1912.

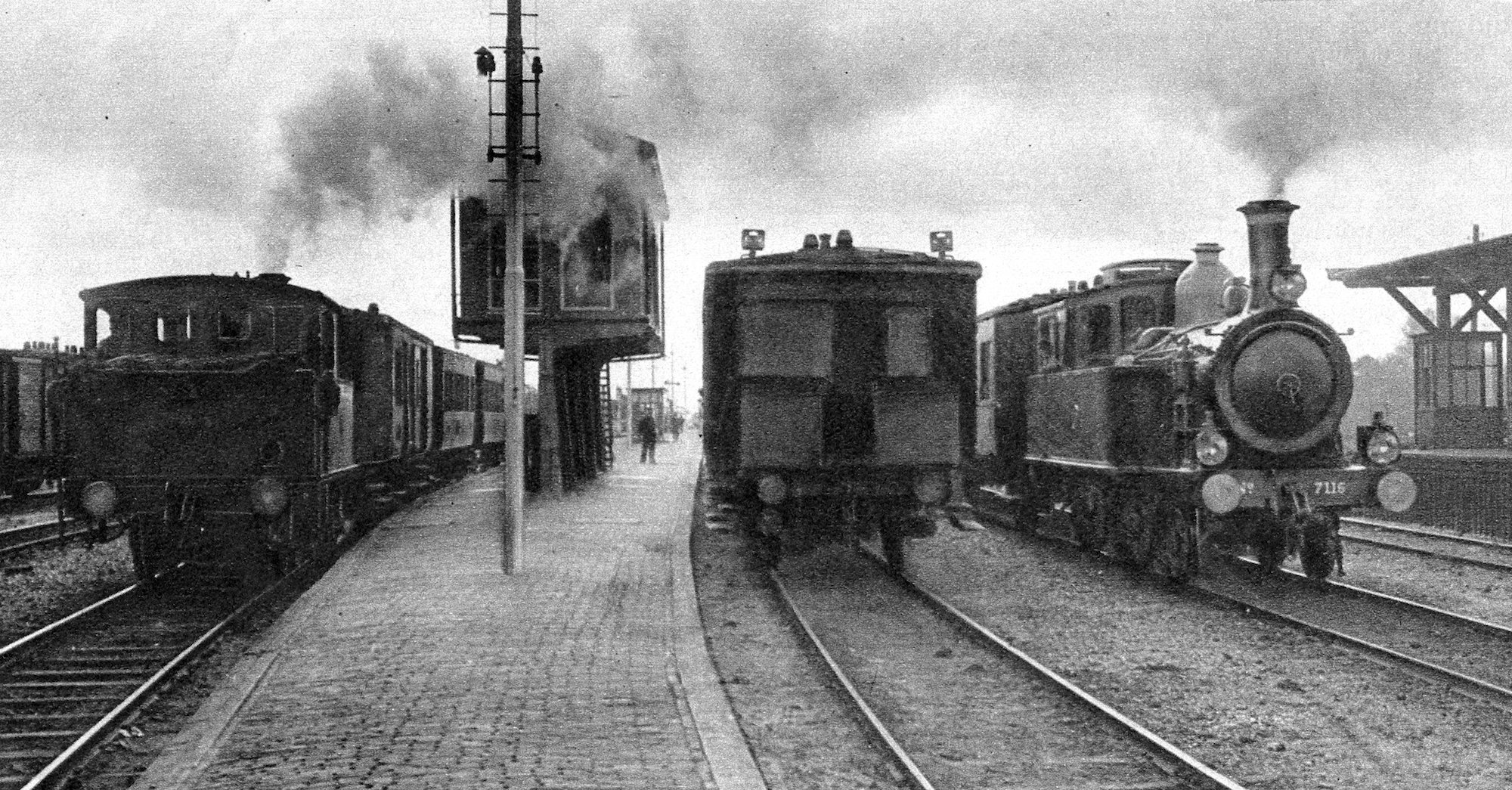
Station Uithoorn in 1935.

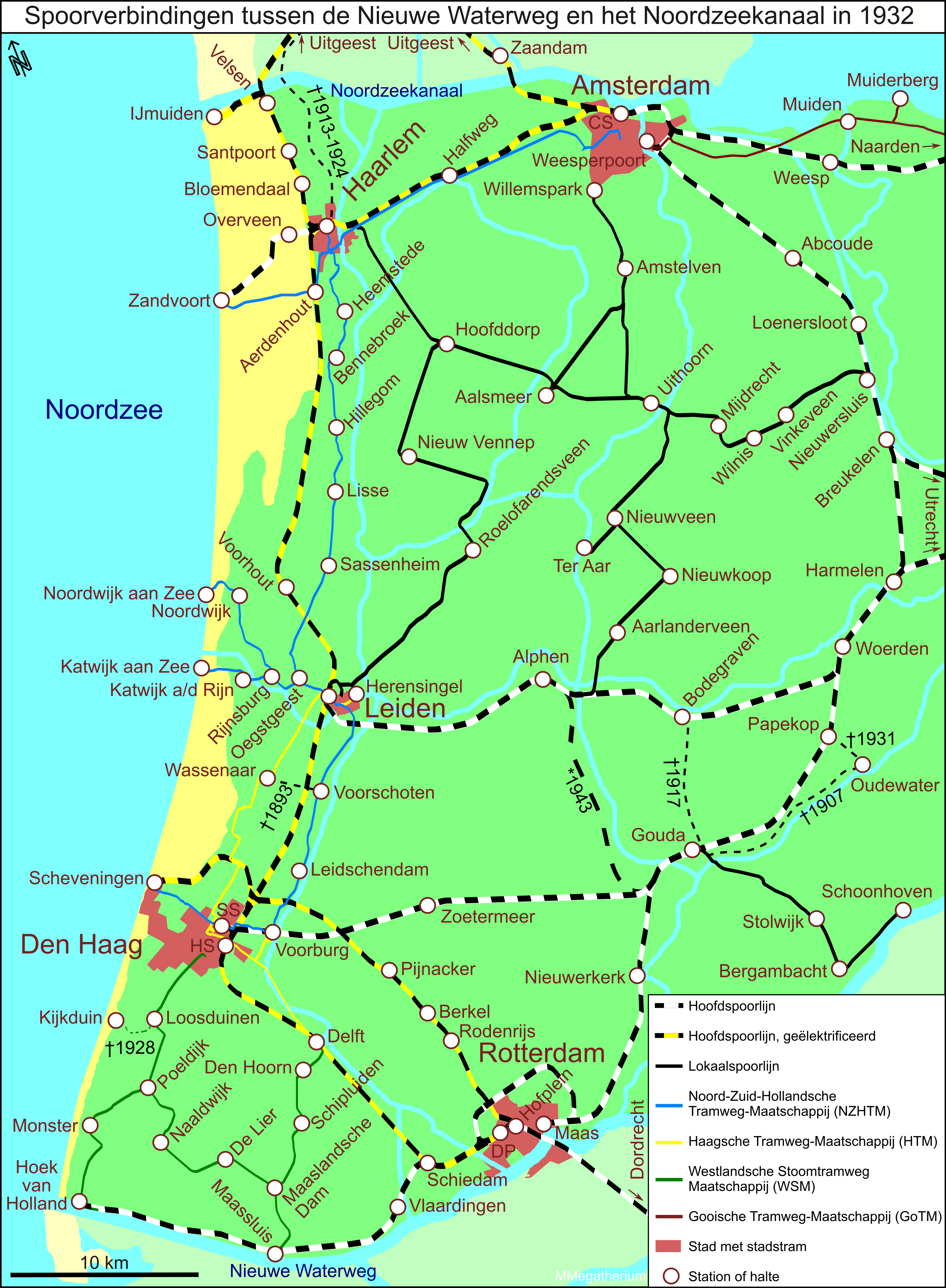
Kaart van de Haarlemmerspoorlijnen ten opzichte van andere spoorverbindingen in de regio.

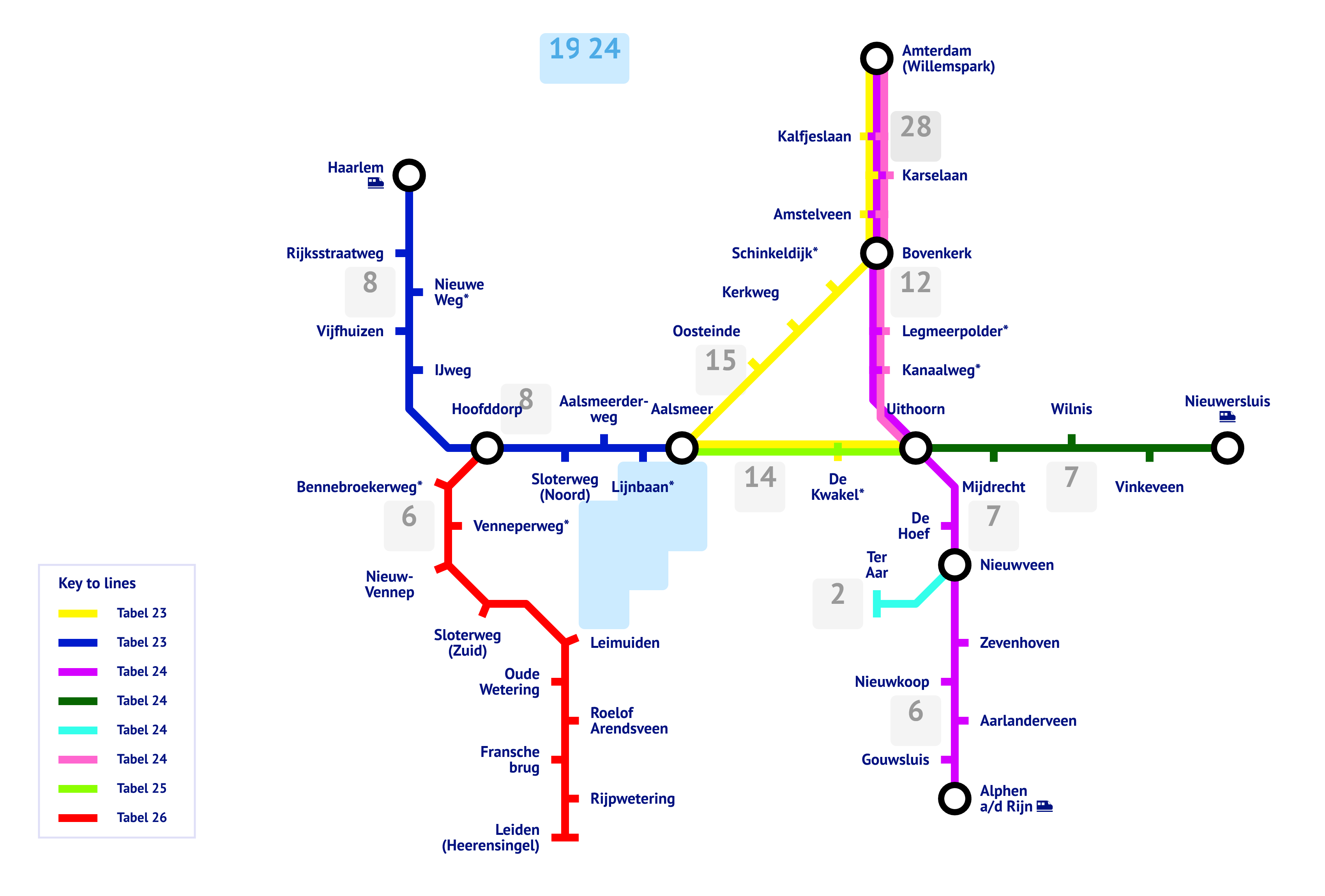
Overzicht NS-dienstregeling Haarlemmermeerlijnen in 1924.

De Haarlemmermeerspoorlijnen zijn een netwerk van voormalige lokaalspoorlijnen in het gebied tussen Haarlem, Amsterdam, Utrecht en Leiden. In weerwil van de naam liepen ze niet allemaal door de Haarlemmermeerpolder. Er waren zes spoorlijnen:
- Spoorlijn Aalsmeer - Haarlem (geopend op 3 augustus 1912)
- Spoorlijn Hoofddorp - Leiden Heerensingel (geopend op 3 augustus 1912)
- Spoorlijn Aalsmeer - Amsterdam Willemspark (geopend op 1 mei 1915)
- Spoorlijn Aalsmeer - Nieuwersluis-Loenen (Aalsmeer - Uithoorn geopend op 1 juli 1914 en Uithoorn - Nieuwersluis-Loenen op 1 december 1915)
- Spoorlijn Bovenkerk - Uithoorn (geopend op 1 mei 1915)
- Spoorlijn Uithoorn - Alphen aan den Rijn (geopend op 1 augustus 1915) met een korte zijtak van Nieuwveen naar Ter Aar  (geopend op 2 januari 1918)

Al deze lijnen zijn opgebroken, behalve het traject Amsterdam – Amstelveen – Bovenkerk, dat tussen 1975 en 1997 is geëlektrificeerd en wordt gebruikt door de Electrische Museumtramlijn Amsterdam. In maart-april 2021 werd er een stukje dubbelspoor aangelegd ten noorden van de A9 dat als tijdelijk eindpunt en wisselplaats van de EMA zal dienen. Vanwege werkzaamheden aan deze snelweg werd de spoorbrug in 2022 weggehaald en worden station Amstelveen en Bovenkerk voor een periode van circa vijf jaar niet bereikt. Van 2004 tot 2019 reed de Metro/sneltramlijn 51 over het tracé van Amstelveen Sacharovlaan naar Westwijk aangelegd op de aangepaste oude spoordijk. Op 21 juli 2024 is de opvolger, de Amsteltram (tramlijn 25), vanaf Westwijk over het voormalige baanvak doorgetrokken naar Station Uithoorn en volgt ook de oude spoordijk.

## Geschiedenis
De eerste plannen voor spoorlijnen door de Haarlemmermeer werden al gepresenteerd in 1864 door burgemeester Amersfoordt, twaalf jaar na het droogvallen van de polder. Van uitvoering kwam niets terecht. In 1898 werd te Amsterdam de HESM (Hollandsche Electrische-Spoorweg-Maatschappij) opgericht met het doel om elektrische spoorwegen in het gebied tussen en ten zuiden van Amsterdam en Haarlem aan te leggen. Nadat de HSM de aandelen had opgekocht werden de plannen gewijzigd en dit leidde uiteindelijk tot de aanleg van een lokaalspoorwegnet, geëxploiteerd met stoomtractie. De lijnen werden aangelegd door de HESM. Ondanks die naam, die wijst op de ambities van deze maatschappij, zijn de lijnen nooit geëlektrificeerd. Voor reizigersvervoer hebben er alleen stoomtreinen gereden en voor goederenvervoer zowel stoom- als dieseltreinen.
De eerste lijnen werden geopend in 1912, veel later dan de bedoeling was, bijna een halve eeuw na de presentatie van de eerste plannen. De lijnen lagen in het gebied tussen Amsterdam, Haarlem, Leiden, Alphen aan den Rijn en Nieuwersluis en werden geopend tussen 1912 en 1918. Van de 27 stationsgebouwen die de HESM liet bouwen behoorden er 23 tot een van de drie standaardklassen voor de Haarlemmerspoorlijnen. De stations Willemspark (later Amsterdam Haarlemmermeer), Leiden Heerenpoort (later Heerensingel) en Aalsmeer weken af van het standaardontwerp en waren groter.
Door de economische crisis van de jaren dertig en de concurrentie van de autobus van Maarse & Kroon werden diverse lijnen al na ruim twee decennia weer gesloten op 1 januari 1936. Alleen de lijnen Amsterdam Haarlemmermeerstation – Amstelveen – Aalsmeer en Bovenkerk – Uithoorn – Nieuwersluis bleven nog voor reizigers- en goederenverkeer in gebruik en de lijnen Aalsmeer - Hoofddorp en Aalsmeer - Uithoorn alleen voor goederen. In september 1950 reden de laatste reizigerstreinen. Het goederenvervoer tussen Aalsmeerderweg en Hoofddorp werd gestaakt in juni 1943 en op het traject Aalsmeer - Aalsmeerderweg in december 1953. Goederenvervoer ging door tot februari 1972 op het traject Leiden Heerensingel - Leiden en tot en met mei 1972 op de trajecten Aalsmeer - Aalsmeer-Oost, Amstelveen - Amsterdam Haarlemmermeer en Amstelveen - Uithoorn. Goederenverkeer tussen Aalsmeer en Uithoorn werd stopgezet in juni 1973, terwijl het traject Amsterdam – Uithoorn, na 4 jaar zonder treinverkeer, tussen 1976 en 1981 nog dienst deed als aanvoerlijn voor materieeluitwisselingen voor de nieuwe Schiphollijn (die aanvankelijk geen andere verbinding had met de rest van het spoorwegnet). Uiteindelijk stopte het goederenvervoer Uithoorn – Nieuwersluis in juni 1986. Deze lijn was al die tijd in gebruik gebleven, onder meer voor het sloopbedrijf Koek te Mijdrecht, waar de NS veel materieel liet slopen.
Op veel plaatsen liggen nog dijklichamen. Diverse stations- en haltegebouwen zijn nog herkenbaar en onder andere in gebruik als woning: Aalsmeer en Aalsmeer Oost, Aarlanderveen, Amstelveen, Amsterdam, Bovenkerk, Gouwsluis, Hoofddorp, De Kwakel, Mijdrecht, Nieuwveen, Oukooperdijk, Rijksstraatweg, Ter Aar, Uithoorn, Vinkeveen, Vijfhuizen en Wilnis. Verder zijn er nog veel wachterswoningen overgebleven en nog altijd bewoond.

## NS-reizigersdienst in 1924
Het diagram geeft de lijnenvoering van de reizigersdienst in 1924 weer (bron "Officieele reisgids der Nederlandsche Spoorwegen" geldig vanaf 30 maart 1924). Het getal tussen de knooppuntstations is het aantal treinen per dag per richting op werkdagen op dat traject (op zon- en feestdagen reden er minder treinen). Op stations met een * stopte de trein alleen op verzoek.